# José Garcia (actor)
José Garcia (París, 17 de marzo de 1966) es un actor franco-español.

## Trayectoria
De origen español, sus padres nacieron en Carballino (provincia de Orense). Es un actor que tiene una buena crítica en Francia, ya que ha trabajado fundamentalmente en ese país.
En 2006 interpretó a un periodista en la película GAL, que destapa la guerra sucia contra ETA.

## Vida personal
Está casado con la actriz Isabelle Doval (1993-2021) , con quien tiene dos hijas: Laurene y Thelma.

## Filmografía
- La bici de Ghislain Lambert (2000)
- Utopía (2003)
- El séptimo día (2004)
- People (2004)
- Usted primero (2004)
- Arcadia (Le Couperet), dirigida por Costa-Gavras (2005)
- La boîte noire (2005)
- GAL, dirigida por Miguel Courtois (2006)
- Su majestad Minor (2007)
- La plaga final (2007)
- Astérix en los Juegos Olímpicos(2008)
- Le Mac (2010)
- Chez Gino (2011)
- Les Seigneurs (2012)
- Un gran equipo (2012)
- Vive la France (2013)
- Now You See Me (2013)
- Bastille Day (2016)
- Full Speed (2016)
- Tout Schuss (2016)
- Madame Hyde (2017)
- Astérix y Obélix: El Reino Medio (2022)

## Premios y nominaciones

### Premios César
| Año  | Categoría              | Trabajo nominado     | Resultado |
| ---- | ---------------------- | -------------------- | --------- |
| 1997 | Mejor actor revelación | La vérité si je mens | Nominado  |
| 2005 | Mejor actor            | Le couperet          | Nominado  |